# Songling (ort)
Songling (kinesiska: 松岭) är en ort i Kina. Den ligger i provinsen Hebei, i den norra delen av landet, omkring 170 kilometer öster om huvudstaden Peking. Antalet invånare är 52 277. Den ligger vid sjön Daheiting Shuiku.
Runt Songling är det ganska tätbefolkat, med 239 invånare per kvadratkilometer. Det finns inga andra samhällen i närheten. Trakten runt Songling består i huvudsak av gräsmarker.
Genomsnittlig årsnederbörd är 924 millimeter. Den regnigaste månaden är juli, med i genomsnitt 271 mm nederbörd, och den torraste är januari, med 2 mm nederbörd.